# Pholidophorus latiusculus
Il folidoforo (Pholidophorus latiusculus) è un pesce osseo estinto, appartenente ai folidoforiformi. Visse nel Triassico superiore (Norico, circa 210 milioni di anni fa) e i suoi resti fossili sono stati ritrovati in Austria.

## Descrizione
Questo pesce era di piccole dimensioni e non raggiungeva i 10 centimetri di lunghezza. Possedeva un corpo fusiforme e relativamente snello, generalmente simile a quello di un'aringa. La testa era corta e alta, con un muso abbastanza appuntito. Gli occhi erano grandi e la bocca piuttosto ampia. La pinna caudale era biforcuta e dotata di due lobi di eguale lunghezza, mentre le scaglie erano poco spesse e dotate di un sottile strato di ganoina. 
A differenza degli altri folidoforiformi, la ganoina presente sulle scaglie era completamente liscia e, secondo Arratia (2013), questa caratteristica era una delle tre autapomorfie che distinguevano Pholidophorus, oltre alla presenza di alcune creste concentriche di ganoina presenti sulla supramaxilla 1 e alla presenza di un preopercolo dotato di 14 o 15 tubuli sensoriali.  
Secondo Taverne (2018) la diagnosi del genere Pholidophorus è la seguente: ossa craniche dermiche debolmente ornate; mascella e sopramascella ornate da creste longitudinali fortemente marcate; ossa della volta cranica parzialmente o totalmente fuse insieme; dermetmoide (= rostrale) ovoidale, con un paio di brevi processi laterali; nasale ovoidale, stretto, con apice anteriore leggermente appuntito e privo di forame per la narice; nasali separati l'uno dall'altro dai frontali ma che raggiungono il dermetmoide; la regione anteriore dei frontali è allungata, stretta, a strisce, leggermente acuminata e raggiunge il dermatmoide; regione postorbitale del tetto cranico molto ampia. Canali sensoriali sopraorbitali e otici non in contatto. Una lunga linea di fossa mediana presente sul dermopterotico. Margine posteriore dell'infraorbitale 3 allargato che raggiunge il preopercolo. Infraorbitali 3 e 5 ridotti. Grande postorbitale (= suborbitale) appoggiato sul margine superiore dell'infraorbitale 3. Un postorbitale accessorio. Margine posteriore del mascellare superiore obliquo e leggermente più ampio del margine posteriore orbitale. Prima supramaxilla molto piccola. Ramo dorsale del preopercolo corto e che non raggiunge il margine laterale della volta cranica. Opercolo ovoidale. Grande subopercolo situato sotto e posteriormente all'opercolo. Cleitro diviso in due rami, uno dorsale acuminato ed uno largo ventrale. Tre postcleitra. Pinna pettorale con 3 fulcri basali e 17-19 raggi. Processo ascellare pettorale presente. Pinne ventrali a 10 raggi, prive di fulcri marginali. Primo raggio della pinna ventrale corto, spesso e acuminato. Pinne dorsale e ventrali situate allo stesso livello. Pinna caudale con 22 raggi principali e margine posteriore concavo. Pinne pettorali, dorsali, anali e caudali munite di fulcri marginali. Scaglie con superficie esterna e margine posteriore lisci. 38 o 39 file verticali di squame lungo il corpo. Margine dorsale della pinna caudale preceduto da alcune piccole scaglie e non da un grande scudo. 

## Classificazione
Pholidophorus è il genere eponimo dei folidoforiformi, un gruppo di pesci teleostei arcaici, spesso indicati come i più basali tra i teleostei. Pholidophorus, in particolare, è molto noto in letteratura ma paradossalmente non è molto ben conosciuto, anche a causa di una notevole confusione tassonomica che ne ha inquinato la diagnosi per oltre un secolo; una situazione simile ha avuto come vittima anche l'altrettanto noto (in letteratura) genere Leptolepis.
Il genere Pholidophorus venne descritto brevemente nel 1832 da Louis Agassiz, sulla base di resti fossili rinvenuti nella zona di Seefeld in Tirolo (Austria), in terreni risalenti al Norico. Agassiz descrisse due specie, Pholidophorus latiusculus e P. pusillus, distinti principalmente per le caratteristiche delle scaglie, senza tuttavia illustrarle. L'anno dopo, nella sua monumentale opera Recherches sur les poissons fossiles, lo studioso svizzero diede una definizione precisa del genere, a cui ascrisse una ventina di specie, provenienti dai più disparati depositi triassici e giurassici. La confusione perdurò per tutto il secolo e anzi si accrebbe nel 1895, quando Arthur Smith Woodward ridefinì il genere Pholidophorus, considerando però come specie tipo Pholidophorus bechei del Giurassico inferiore di Lyme Regis in Inghilterra. Nel corso del Novecento alcuni studi iniziarono a dirimere la "questione Pholidophorus", finalmente riconosciuto come un genere di comodo dove inserire qualunque specie di pesce ganoide di tipo "teleosteo" di piccole dimensioni; dopo gli studi di Nybelin (1966), fu la volta di Zambelli (1986) che riconobbe solo due specie: la specie tipo (P. latiusculus) e P. bechei. Quest'ultima specie venne poi riconosciuta come un genere a sé stante, Dorsetichthys. Arratia (2013) ascrisse al genere Pholidophorus solo la specie tipo, P. latiusculus, e una specie nota come P. gervasuttii, proveniente dal Triassico italiano e descritta in precedenza da Zambelli. La stessa Arratia, in seguito, riconobbe Pholidophorus come un genere parafiletico e assegnò la specie italiana a un nuovo genere, Lombardichthys. Attualmente, solo la specie tipo descritta da Agassiz nel lontano 1832 (P. latiusculus) è considerata appartenere al genere Pholidophorus. L'altra specie di Agassiz, P. pusillus, non è considerata ascrivibile al genere a causa della frammentarietà del materiale cranico (Taverne, 2018). 
Tra i numerosissimi generi di pesci attinotterigi i cui esemplari erano un tempo ascritti al genere Pholidophorus, si ricordano Dorsetichthys, Parapholidophorus, Lombardichthys, Luxembourgichtys, Hulettia, Ichthyokentema, Steurbautichthys e Siemensichthys.
Secondo gli studi più recenti (Taverne, 2018), Pholidophorus è un rappresentante piuttosto derivato della famiglia Pholidophoridae, alla base di un clade comprendente Ceneichthys, Lombardichthys e Zambellichthys, e più derivato di altre forme quali Annaichthys, Malingichthys, Pholidoctenus e Pholidophoretes. 

## Paleoecologia
Pholidophorus doveva essere un veloce pesce predatore di mare aperto. Le sue prede dovevano essere piccoli animali, come plancton e crostacei, anche se non doveva disdegnare altri pesci più piccoli.